# فیرپورت، نیویورک
فیرپورت (به انگلیسی: Fairport) یک منطقهٔ مسکونی در ایالات متحده آمریکا است که در Perinton, New York واقع شده‌است. فیرپورت ۵٬۳۵۳ نفر جمعیت دارد و ۱۴۴٫۴۸ متر بالاتر از سطح دریا واقع شده‌است.